# Гарні (округ, Орегон)
Шаблон:StateAbbr_ 43°04′ пн. ш. 118°58′ зх. д. / 43.07° пн. ш. 118.97° зх. д.
Округ  Гарні (англ. Harney County) — округ (графство) у штаті  Орегон, США. Ідентифікатор округу 41025.

## Історія
Округ утворений 1889 року.

## Демографія
За даними перепису 
2000 року 
загальне населення округу становило 7609 осіб, зокрема міського населення було 4330, а сільського — 3279.
Серед мешканців округу чоловіків було 3858, а жінок — 3751. В окрузі було 3036 домогосподарств, 2094 родин, які мешкали в 3533 будинках.
Середній розмір родини становив 2,94.
Віковий розподіл населення поданий у таблиці:
| Стать    | До 15 років | 15-21 | 22-29 | 30-39 | 40-49 | 50-65 | 65-85 | Понад 85 |
| -------- | ----------- | ----- | ----- | ----- | ----- | ----- | ----- | -------- |
| Чоловіки | 870         | 335   | 276   | 522   | 653   | 696   | 474   | 32       |
| Жінки    | 764         | 272   | 311   | 487   | 601   | 681   | 544   | 91       |

## Суміжні округи
- Грант — північ
- Малер — схід
- Гумбольдт, Невада — південь
- Вошо, Невада — південний захід
- Лейк — захід
- Дешутс — північний захід
- Крук — північний захід

## Виноски
1. ↑  U.S. Decennial Census. United States Census Bureau. Архів оригіналу за 12 травня 2015. Процитовано 25 лютого 2015.
2. ↑  Historical Census Browser. University of Virginia Library. Архів оригіналу за 11 серпня 2012. Процитовано 25 лютого 2015.
3. ↑  Forstall, Richard L., ред. (27 березня 1995). Population of Counties by Decennial Census: 1900 to 1990. United States Census Bureau. Архів оригіналу за 19 лютого 2015. Процитовано 25 лютого 2015.
4. ↑  Census 2000 PHC-T-4. Ranking Tables for Counties: 1990 and 2000 (PDF). United States Census Bureau. 2 квітня 2001. Архів оригіналу (PDF) за 18 грудня 2014. Процитовано 25 лютого 2015.
5. ↑  State & County QuickFacts. United States Census Bureau. Архів оригіналу за 20 червня 2011. Процитовано 15 листопада 2013.(англ.) Наведено за англійською вікіпедією.
6. ↑  American FactFinder. Бюро перепису населення США. Архів оригіналу за 21 травня 2008. Процитовано 31 січня 2008.

| США | Це незавершена стаття з географії США. Ви можете допомогти проєкту, виправивши або дописавши її. |